# 안내면
안내면(安內面)은 대한민국 충청북도 옥천군에 있는 면이다.

## 행정 구역
- 답양리(畓陽里)
- 도율리(度栗里)
- 도이리(挑李里)
- 동대리(東大里)
- 방하목리(方下目里)
- 서대리(西大里)
- 오덕리(五德里)
- 용촌리(龍村里)
- 월외리(月外里)
- 인포리(仁浦里)
- 장계리(長溪里)
- 정방리(正芳里)
- 현리(縣里)